# هیروماسا اوچیایی
هیروماسا اوچیایی (انگلیسی: Hiromasa Ochiai؛ زادهٔ ۹ فوریهٔ ۱۹۹۴) بازیکن هاکی روی چمن اهل ژاپن است.